# Mariana Grajales
Mariana Grajales Cuello
(Santiago de Cuba, 12 de julio de 1815 - Kingston, Jamaica británica, 28 de noviembre de 1893) fue una patriota cubana, de raza mulata, hija de padres dominicanos. Luchadora en las guerras independentistas, paradigma de mujer y madre cubana y progenitora de los Maceo, estirpe que simboliza toda la hidalguía y el valor del pueblo cubano.

## Biografía
Nació en Santiago de Cuba y fue hija de los dominicanos José Grajales y Teresa Cuello.
Contrajo matrimonio con Fructuoso Regüeiferos a la edad de 23 años. De esta unión nacieron cuatro hijos: Felipe, Fermín, Manuel y Justo. Su esposo murió en 1840. 
Once años después, volvió a contraer nupcias con el emigrante venezolano Marcos Maceo. El nuevo matrimonio fue a vivir a una finca que tenía Marcos en Majaguabo- San Luis, y procreó a Antonio, José, Rafael, Miguel, Julio, Tomás, Marcos, Dominga y Baldomera.

## Historias para crecer
Marcos contó a sus hijos cómo había luchado en la guerra de independencia de Venezuela, a la vez que les enseñaba a cabalgar y el arte del uso del machete como arma de guerra. Mariana, a su vez, relataba historias de la guerra en Haití y de cómo su familia había emigrado a Cuba en busca de tranquilidad. También transmitió a sus hijos disciplina, organización y limpieza de pensamiento.

## Hombres y mujeres
Luego del alzamiento en armas de 1868, los hijos de Mariana Grajales se implicaron en la gesta revolucionaria. Los hombres, junto con el padre, se convirtieron en mambises, y las mujeres, guiadas por la madre, cubrieron la retaguardia.

## Exilio
Al concluir la guerra en 1878, partió hacia Jamaica, desde donde continuó colaborando con la causa de independencia cubana, junto con sus hijas y nueras, mediante la creación de clubes patrióticos. El 28 de noviembre de 1893, a la edad de 78 años, murió en el exilio cuando sus hijos preparaban el inicio de la Guerra Necesaria.

## Legado
El pueblo de Cuba le debe a Mariana Grajales algunos de sus próceres, como Antonio y José Maceo.
De ella dijo José Martí: ¿Qué había en esa mujer, qué epopeya y misterio había en esa humilde mujer, qué santidad y unción hubo en su seno de madre, qué decoro y grandeza hubo en su sencilla vida, que cuando se escribe de ella es como desde la raíz del alma, con suavidad de hijo, y como de entrañable afecto?

La canción Tres lindas cubanas de Guillermo Castillo García, adaptada como Seis lindas cubanas, menciona a Mariana Grajales:
Seis, seis lindas cubanas
Habana,
Pinar del Río,
Matanzas
y Santa Clara,
Camagüey
Y Oriente, donde nació
Mariana Grajales.

## Reconocimientos
- El 11 de junio de 2015, se reinauguró el parque Mariana Grajales en La Habana, ubicado en la avenida 23, como homenaje a su legado.[4]

- En la ciudad oriental de Baracoa, se ubica un parque que lleva su nombre, al interior un pequeño monumento compuesto por un mural, un busto[5] y placa conmemorativa. Dicho parque se ubica en la intersección de las calles Antonio Maceo y 10 de Octubre.